# Kolavi, Gokak
Kolavi là một làng thuộc tehsil Gokak, huyện Belgaum, bang Karnataka, Ấn Độ.